# Chichester

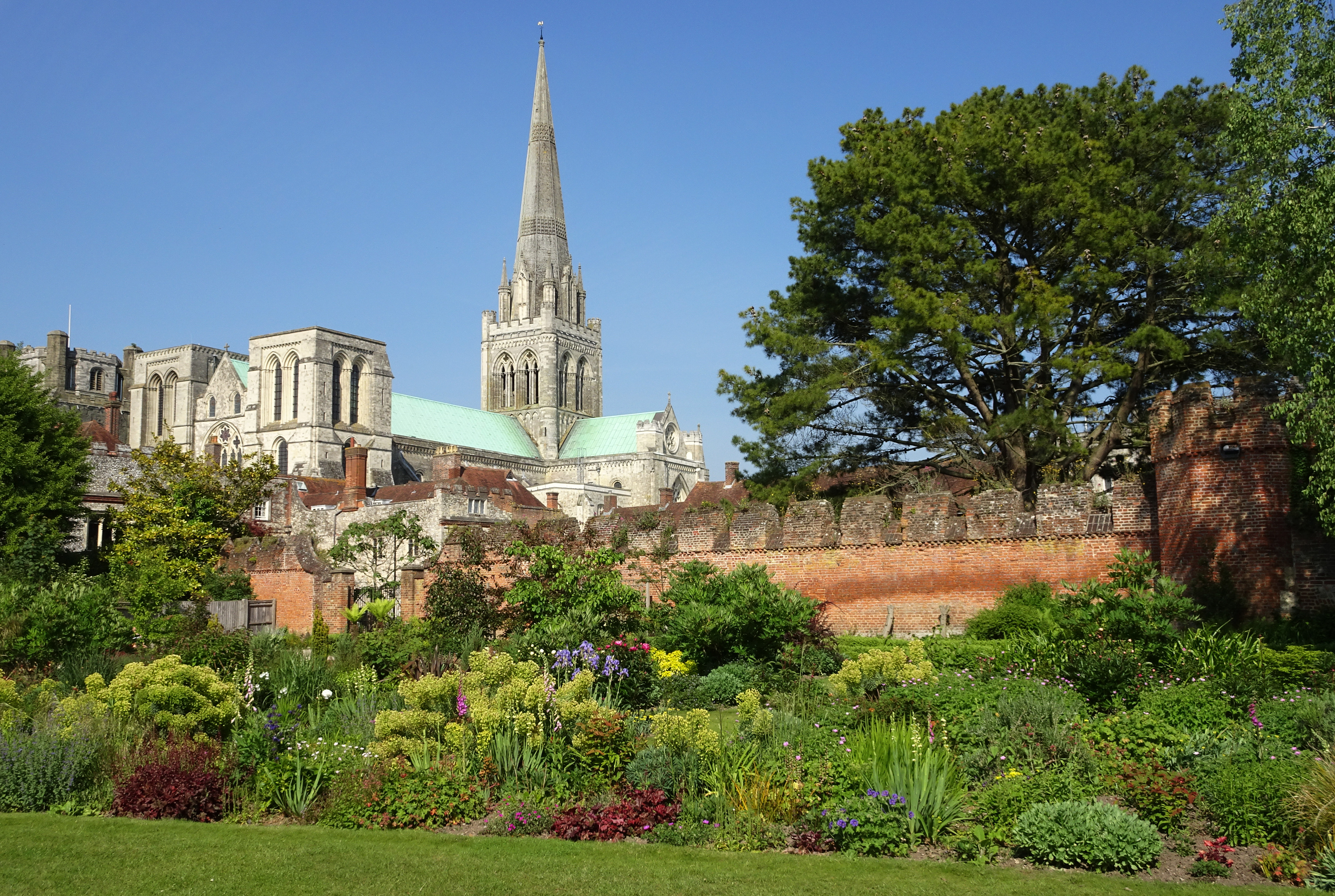
Katedralen i Chichester.

För andra betydelser, se Chichester (olika betydelser).
Chichester (engelskt uttal: [ˈtʃɪtʃɪstər]
 ( lyssna)) är en stad och civil parish i grevskapet West Sussex i sydöstra England. Staden är huvudort för West Sussex och ligger cirka 22 kilometer öster om Portsmouth. Tätorten (built-up area) hade 31 729 invånare vid folkräkningen år 2021.
En två kilometer lång kanal leder ut till Engelska kanalen. Staden har romerskt ursprung och den gamla romerska stadsplanen är väl bevarad.

## Historia
Staden grundades av romarna som Noviomagus Regnorum. Anglosaxarna döpte under den tidiga medeltiden om staden till Cisseceastre. Staden var befäst och hade en egen myntprägling. Chichester upplevde en blomstringsperiod under högmedeltiden tack vare stadens ullhandel. Staden blev ett biskopssäte år 1075.